# Kékfestés
A kékfestés textíliákon alkalmazott színmintázási technológia, amely nevét onnan kapta, hogy a minta eredeti formájában jellegzetesen kék alapon fehér színben jelenik meg. A kékfestés magát a műveletet jelenti, emellett használatos még a kékfestő kifejezés is, amely
- egyrészt az ún. kékfestéssel készült, azaz többnyire kék színű, fehér mintázattal díszített – többnyire vászonkötésű – pamutszövetet (kartont),
- másrészt pedig a foglalkozást, a mesterséget és magát a műhelyt is jelenti.

A kékfestő kelme az elmúlt századokban jelentős szerepet játszott a magyar népviseletben és a lakástextíliák körében, de ma is népszerű, napjainkban is több kisvállalkozó foglalkozik ilyen termékek előállításával. A kékfestő kifejezés 1770-ből, a pápai Bengely István panaszos levelében fordul elő először, majd széles körben elterjedt. A kék-fehér színű mintázás a keleti porcelánoknak volt a jellemzője, ezért is nevezték a festők az eljárást németül Porzellandrucknak.
2018 novemberétől a kékfestés az UNESCO Szellemi kulturális örökség része.

## Történet
A kelmék egyszínűre színezése és a ma textilnyomásnak nevezett eljárás szerinti mintázása az ősi mesterségek közé tartozik. Indiából, Kínából és Egyiptomból számos lelet került elő, amelyek bizonyítják, hogy már több ezer évvel ezelőtt is ismert eljárásokról van szó. A textilnyomási eljárások között fontos helyet foglal el a kékfestés, ami Indiából származik. Feltételezik, hogy az ott készült árukat onnan szállították egyrészt karavánok Egyiptomon, Észak-Afrikán át, másrészt tengeri úton közvetlenül Dél-Európába. Más feltételezések szerint Törökországból, Kis-Ázsián át került Európába a 16. században. Az mindenesetre tény, hogy a 17. századi francia udvarban az indiai eredetű nyomott mintás kelmék rendkívül divatosaknak számítottak és nagyon népszerűek voltak. Innen is származik az ilyen mintázatú kelmék francia neve: indienne. Ezek importjára egy kizárólagosságot élvező külön vállalatot is alapítottak (Companie des Indes). Később a francia mesterek is megkezdték az ilyen mintázatú kelmék gyártását és az eljárást azután a Franciaországból elűzött hugenották terjesztették el Nyugat-Európában. A 17. század végén már jelentős műhelyek működtek Dél- és Nyugat-Európában, főként a kialakuló textilközpontokban, kolostorokban, nagyobb városokban.

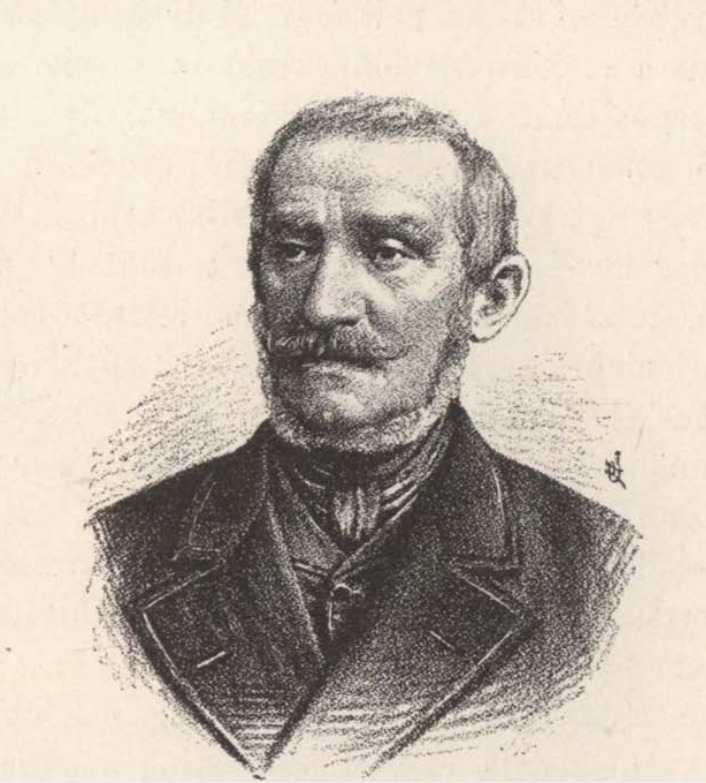
Idősebb Felmayer István (1813–1888), a székesfehérvári „Felmayer István és fiai“ kékfestőgyár tulajdonosa, alapítója.

Ifjabb Felmayer István (1849–1894), a székesfehérvári „Felmayer István és fiai“ kékfestőgyár tulajdonosa, a Székesfehérvári Takarékpénztárnak igazgatósági elnöke, a Székesfehérvári Kereskedelmi Bank alelnöke,

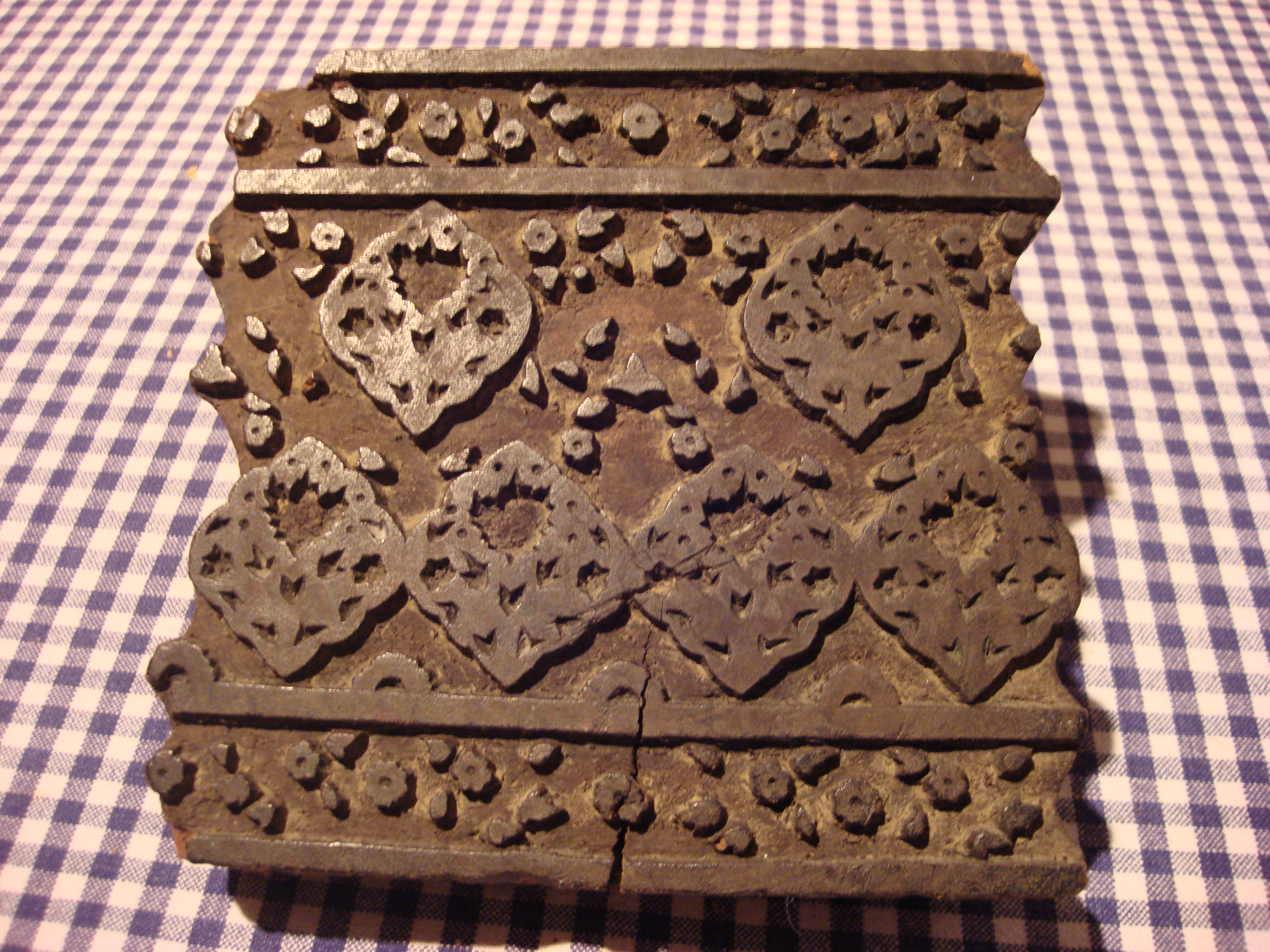
Fából készült nyomódúc

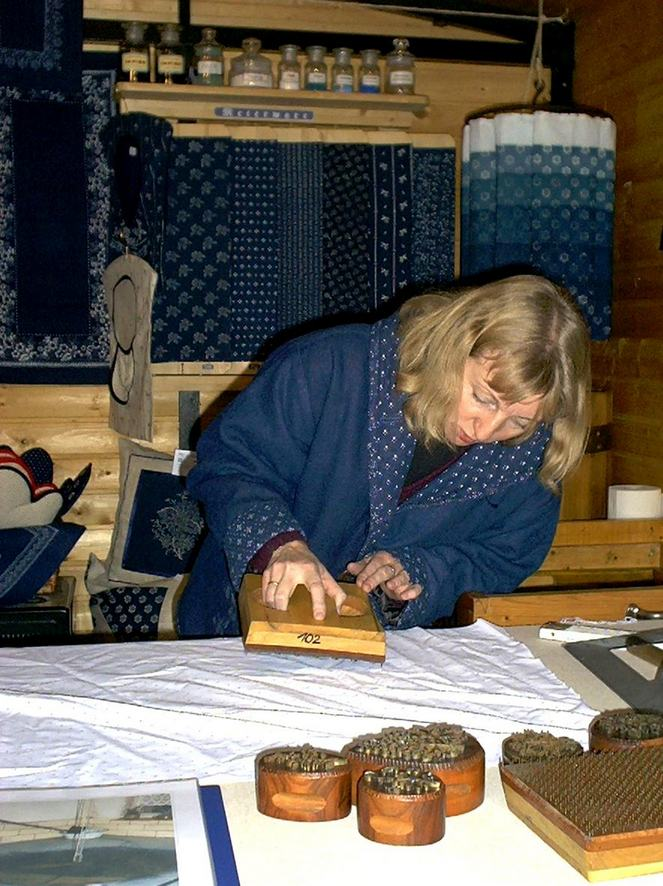
A nyomódúc használata

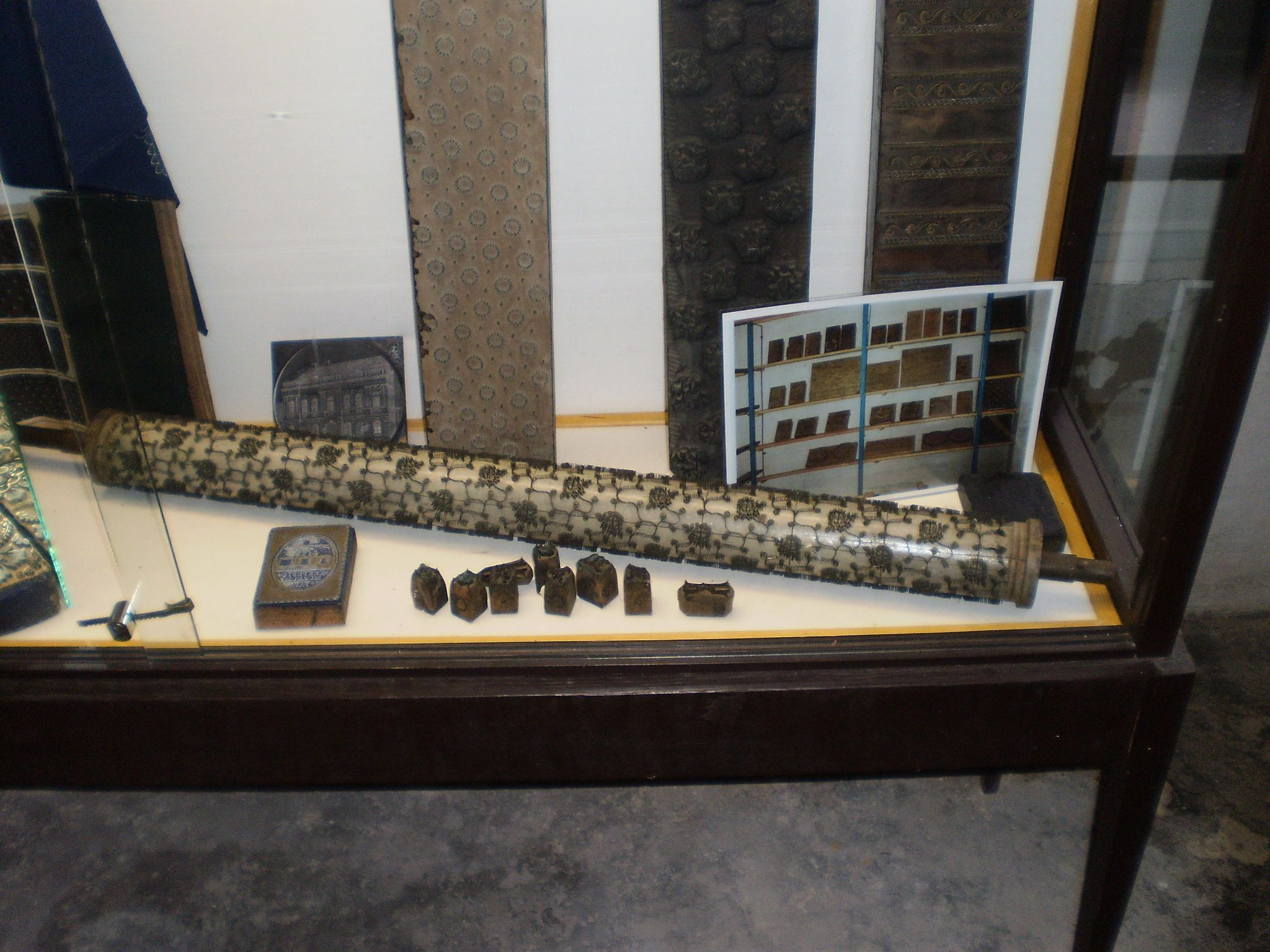
Különféle nyomódúcok (Pápai Kékfestő Múzeum)

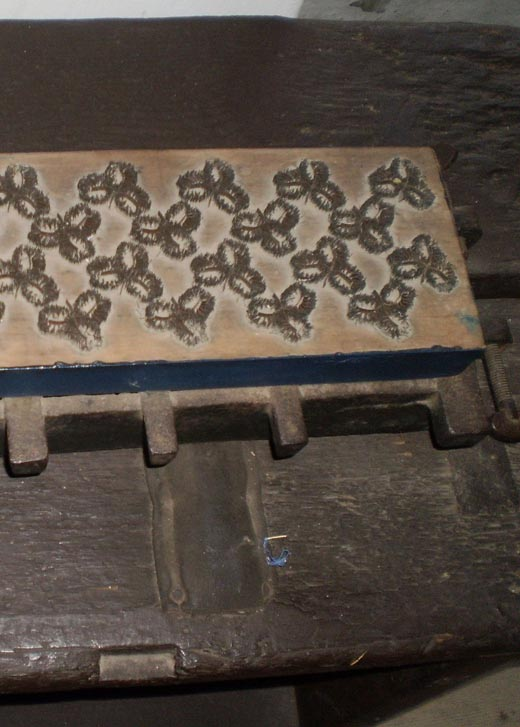
A perrotine nyomógépen alkalmazott nyomódúc (Pápai Kékfestő Múzeum)

Magyarországon már a 15. században is működtek festőműhelyek, és a 17. században meghonosodott a kékfestés is. 1608-ban Lőcse, Eperjes, Késmárk és Igló közösen alapított kelmefestő céhet, amely több más környező települést is ellenőrzése alá vont. Az ország középső és nyugati területeire – beleértve az egész Dunántúlt és a Duna–Tisza közét is – a bécsi központú Schön- und Schwarzfärber céh terjesztette ki hatáskörét. Később, a 18. században több város kivált ezekből a központosított szervezetekből és ott önálló céhek alakultak. Ebben az időben már szinte minden városban, sőt falvakban is működtek festőműhelyek, mert a kereslet a nyomott mintás kelmék iránt igen nagy volt. Többen ezek közül a mesterek közül igyekeztek az újabb eljárásokat is elsajátítani és felhasználni. Híres volt például a 18. században a soproni Kistler Jakab, a pápai Kluge Károly műhelye és Goldberger Ferenc műhelye a mai Óbudán. A legkorábbi magyarországi évszámos kékfestő kelme 1783-ból, Körmöcbányáról való. Később – a 19. században – a soproni Boór Sámuel, a nagykárolyi Pesty Sándor, a Kluge Károly munkáját annak fiaként folytató Kluge Ferenc és a szegedi Felmayer Antal üzeme játszott fontos szerepet. A 19. század közepén már gyár jellegű kékfestő üzemek is működtek, mint például a Goldberger-féle üzem, vagy Felmayer Antal szegedi üzeme, amit külföldi tapasztalatok alapján 1826-ban már gyárrá fejlesztett. Az ipari fejlődés következtében ez a manufakturális ipar hanyatlásnak indult. A kézi nyomást már a 19. század közepén háttérbe szorította a francia Perrot által 1834-ben feltalált, szakaszos működésű nyomógép, a perrotine használata. A falusi életforma változása, a városi ipari munkások "korszerű" viselete is megváltoztatta a régi szokásokat, csökkent a hagyományos viseletek iránti igény Magyarországon. Az ipar egyik legkiválóbb példája Magyarországon, a székesfehérvári „Felmayer István és fiai“ kékfestőgyár, amelyet Felmayer Antal öccse, idősebb Felmayer István (1813–1888) 1845-ben alapított, majd jelentősen bővített, 1852-ben, és 1861-ben. Felmayer István kékfestőgyára végül külföldre exportált termékeket Európa szerte, és Indiában bérelt földeket, ahol a saját indigójukat termesztették. Idősebb Felmayer István halála után a székesfehérvári gyárának vezetését fia ifjabb Felmayer István (1849–1894), nagyiparos vette át, és haláláig működtette.
Az első, majd a második világháború utáni nagy nyersanyaghiány és a népviseletben bekövetkezett jelentős városiasodás tovább csökkentette ugyan a műhelyek számát, de még ma is többen foglalkoznak ezzel a mesterséggel.

## A kékfestő eljárás
A kékfestés alapvetően az ún. gátlónyomás technológiáján alapul. Ez azt jelenti, hogy a szövetre a mintának megfelelően egy gátlószert nyomnak, amely az ezután felvitt színezéket elszigeteli a szövettől, az csak a gátlószerrel nem fedett részeket fogja be. A kékfestő kelme előállítása tehát két alapvető munkafázisból áll:
- mintázás fedőanyaggal (gátlószerrel),
- színezés[* 3] indigócsávában.

A hagyományos műveleti sorrend a következő:
1. A nyers szövet kimosása forró szódás vízben, hogy a szövésnél használt íranyagokat eltávolítsák.
2. Öblítés, majd szárítás szabad levegőn.
3. Keményítés kukorica- vagy burgonyakeményítőt tartalmazó fürdőben.
4. Szárítás.
5. A szövet felfeszítése a nyomóasztalra és a gátlószer minta szerinti rányomása a nyomódúccal.
6. Szárítás, hogy a gátlószer megkössön a szöveten.
7. A színezék felvitele a színezőfürdőben, a kívánt színmélységtől függően többször ismételve.
8. A gátlószer eltávolítása savas fürdőben.
9. Öblítés.
10. Szárítás.
11. Mángorlás, hogy a kész szövet sima és ráncmentes legyen.

A kékfestés eredeti eljárásánál a pamutszövet azon területeit, amelyet fehéren akartak hagyni, méhviasszal vonták be, majd a szövetet a festékkel teli kádba mártva kékre színezték. (Az eljárást legfeljebb 63 °C-ig melegített fürdőben lehetett végezni, mert különben a viaszbevonat elolvadt volna.) Azokon a helyeken tehát, amit a viasz nem fedett, a kelme kék színűre festődött. Minél többször ismételték meg ezt az eljárást, annál sötétebb kék színt kaptak. A méhviasz felvitelét a kelmére fa dúcokkal végezték, amelybe belefaragták a mintát. A fából faragott dúcokat később kiszorították az alakos rézszegekkel és -huzalokkal kivert formák. Az európai kékfestők a gátlószert különböző vegyszerekből készült oldatban vitték fel.
Színezékként növényi festékeket használtak. A kék szín előállítására az indigót használták, amit az Indiában honos festő indigó (Indigofera tinctoria) nevű növényből nyertek. Európában erre már a kora középkor óta a festő csüllenget (Isatis tinctoria) használták, amit főleg Franciaországban és Türingiában termesztettek. A 16. században felgyorsult kereskedelem tette lehetővé az indiai növény Európába szállítását, amely több festőanyagot tartalmazott, mint a festő csülleng, ezért alkalmazása gazdaságosabbnak bizonyult.
A kékfestés európai meghonosodásával a méhviasz szerepét különböző anyagokból vegyített fedőanyag (gátlószer) vette át, amit a mintának megfelelően kialakított fa- vagy fémformákkal nyomták a fehér anyagra. A gátlószer – amit a magyar kékfestők papnak neveznek – összetétele általában minden üzem féltve őrzött gyártási titka volt. A nyomódúcot, amelyen a mintát kialakították, kiemelkedő részein bevonták a fedőanyaggal és a hagyományos módszer szerint kézzel nyomták rá a kelmére. A fedőanyag száradás után elzárta a mintázott felületet. A kék színhez használt festéket az indigó növény leveleiben és gyökereiben jelenlevő indoxil-glükozidból, az indikánból állították elő. A kékfestés eljárásában a szigetelő anyaggal kezelt kelmét festőkádba (a magyar kékfestők szóhasználata szerint küpába) merítették, amely vasgáliccal és mésszel redukált indigót tartalmazott. A kelmén a levegőn történt szárítás közben fejlődött ki a kék szín azokon a helyeken, ahol a kelmét nem fedte a szigetelő bevonat. Minél többször ismételték meg az eljárást, annál mélyebb kék színt kaptak. Száradás után 1–3%-os kénsavas-sósavas fürdőben lemaratták a fedőanyagot, amely alól előtűnt az eredeti fehér minta kék alapon. A minták színének változatait – sárga, zöld, narancs, kék – a fedőanyagba kevert pácokkal és utólagos fürdőkkel érték el, ezek titkolt eljárások voltak.

## A mai magyar helyzet

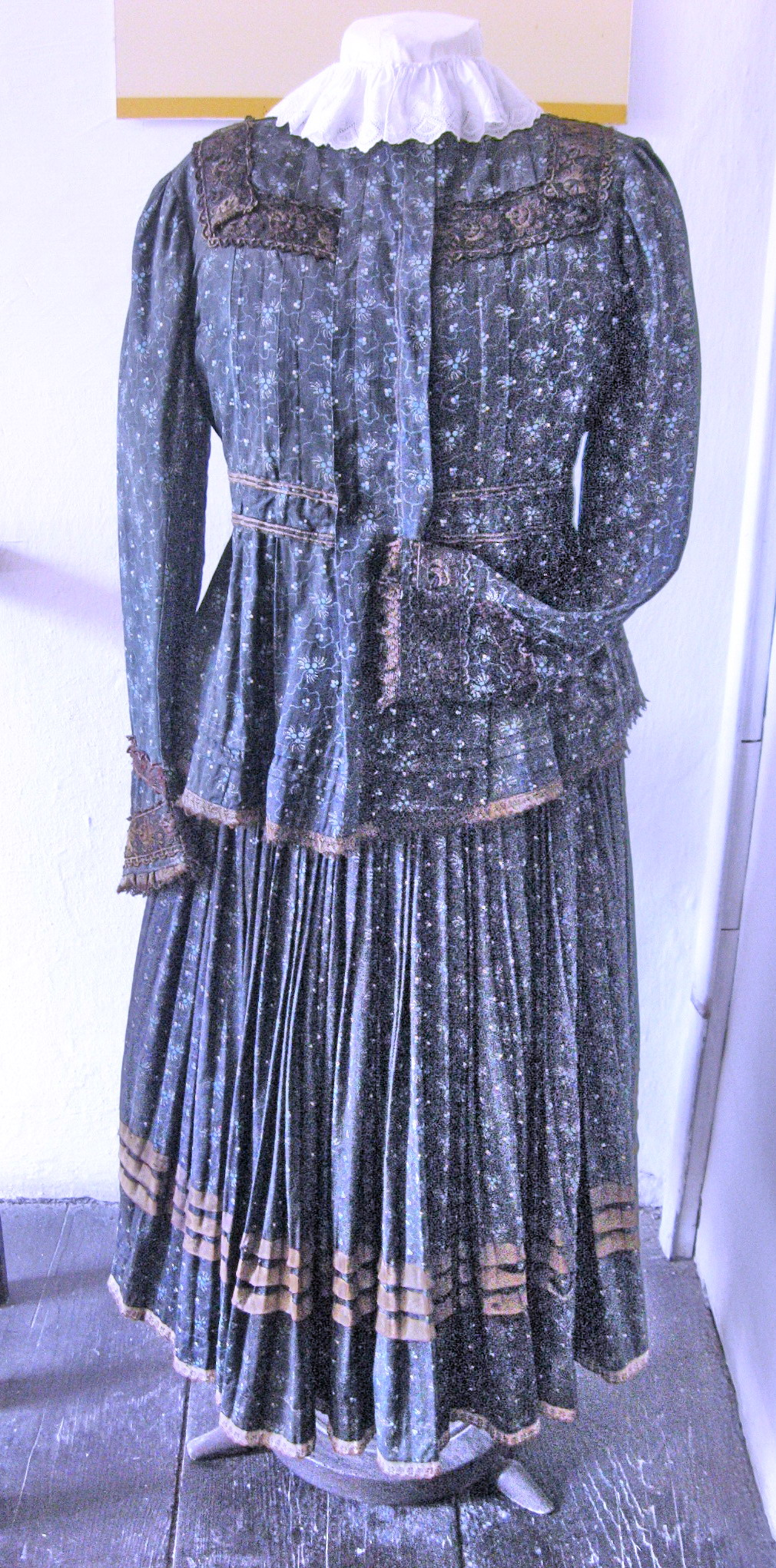
Kékfestő ruha (Kékfestő Múzeum, Pápa)

A nagyipari textilnyomás elterjedése természetesen visszavetette a kisüzemi kékfestést. Ennek ellenére tovább él mint népművészeti tevékenység és néhány üzem ma is működik. Ilyen például az 1906-ban alapított, ma Tóth Ildikó és Gerencsér Zsolt által működtetett Győri Kékfestő Műhely, a dunaföldvári Gál Gyula, a nagynyárádi Sárdi János és Auth Andor, a szentendrei ifj. Kovács Miklós és a tiszakécskei id. Kovács Miklós, a szombathelyi Szakács, a bácsalmási Skorutyák János Kékfestő Műhely és a Tolnai Kékfestő Műhely és Múzeum, amelyek egyúttal általában látogatható bemutatóhelyek is.
A ma is működő kékfestő műhelyek változatos, részben a műhely hagyományos mintáin alapuló, vagy a tájegységükhöz igazodó népművészeti elemeket bemutató, részben pedig modern mintázatú kollekciókkal jelennek meg a vásárlóközönség előtt és szerepelnek rangos kiállításokon is. Többen a kékfestők közül állami kitüntetésekben is részesültek művészi tevékenységükért. Külön is említést érdemel Bódy Irén textilművész, akadémikus, tevékenysége, akinek állandó kiállítása van a pápai Kékfestő Múzeumban.
A pápai Kékfestő Múzeum ‑ a volt Kluge-féle kékfestő műhely ‑ egyike a kékfestéssel foglalkozó leglátogatottabb bemutatóhelyeknek. A szentendrei skanzenben is bemutatnak egy ilyen, Nagykőrösről áttelepített műhelyt, amelyet Vladár Boldizsár alapított a 19. század végén és amely 1964-ig működött.